# Muzeum – Izba Pamięci Kopalni Wujek w Katowicach
Muzeum – Izba Pamięci Kopalni Wujek w Katowicach – muzeum położone w Katowicach, na terenie Kopalni Węgla Kamiennego „Wujek” w dzielnicy Brynów. Poświęcone pamięci pacyfikacji kopalni, która miała miejsce 16 grudnia 1981 roku, po wprowadzeniu stanu wojennego.

## Historia
Muzeum utworzono z inicjatywy Społecznego Komitetu Pamięci Górników KWK Wujek poległych 16.12.1981 we współpracy z Oddziałowym Biurem Edukacji Publicznej w Katowicach i Komisji Zakładowej NSZZ „Solidarność” KHW S.A. KWK „Wujek”. Zostało otwarte 1 grudnia 2008 roku w dawnym magazynie odzieżowym kopalni Wujek.
16 grudnia 2011 roku prowadzenie muzeum na podstawie umowy z miastem Katowice przejęło Śląskie Centrum Wolności i Solidarności. 
W trzech salach ekspozycyjnych przedstawiane były eksponaty związane z historią górnictwa oraz pamiątki z okresu stanu wojennego, pacyfikacji kopalni (inscenizacja walki górnika z zomowcem, diorama wydarzeń na kopalni w skali 1:100, prezentowana także obecnie w ramach ekspozycji stałej w Śląskim Centrum Wolności i Solidarności) i związane z ofiarami starć. Wystawę uzupełniały zdjęcia, książki, medale i znaczki związane z kopalnią.
W 2021 roku budynek został nadbudowany. Nowa część ma szklana fasadę, na tyłach budynku umieszczono przeszklony wykusz ze świetlikiem, dzięki któremu zwiedzający mogą zobaczyć budynki kopalni Wujek. Autorem projektu przebudowy jest Wojciech Koziarski. Zwiększono powierzchnię z 200 do 1100 m².  Nową multimedialną wystawę otwarto 16 grudnia 2021 roku. Jej projekt przygotowali pracownicy Śląskiego Centrum Wolności i Solidarności i firmy Adventure. Na wystawie umieszczono 50 projektorów, 80 ekranów i ponad 100 komputerów.
W 2022 roku miasto przejęło od Polskiej Grupy Górniczej trzy budynki kopalni Wujek. Są to: łaźnia łańcuszkowa, budynki kopalnianej straży pożarnej i po oddziale instalacyjnym. Zostaną one włączone do muzeum.

## Galeria

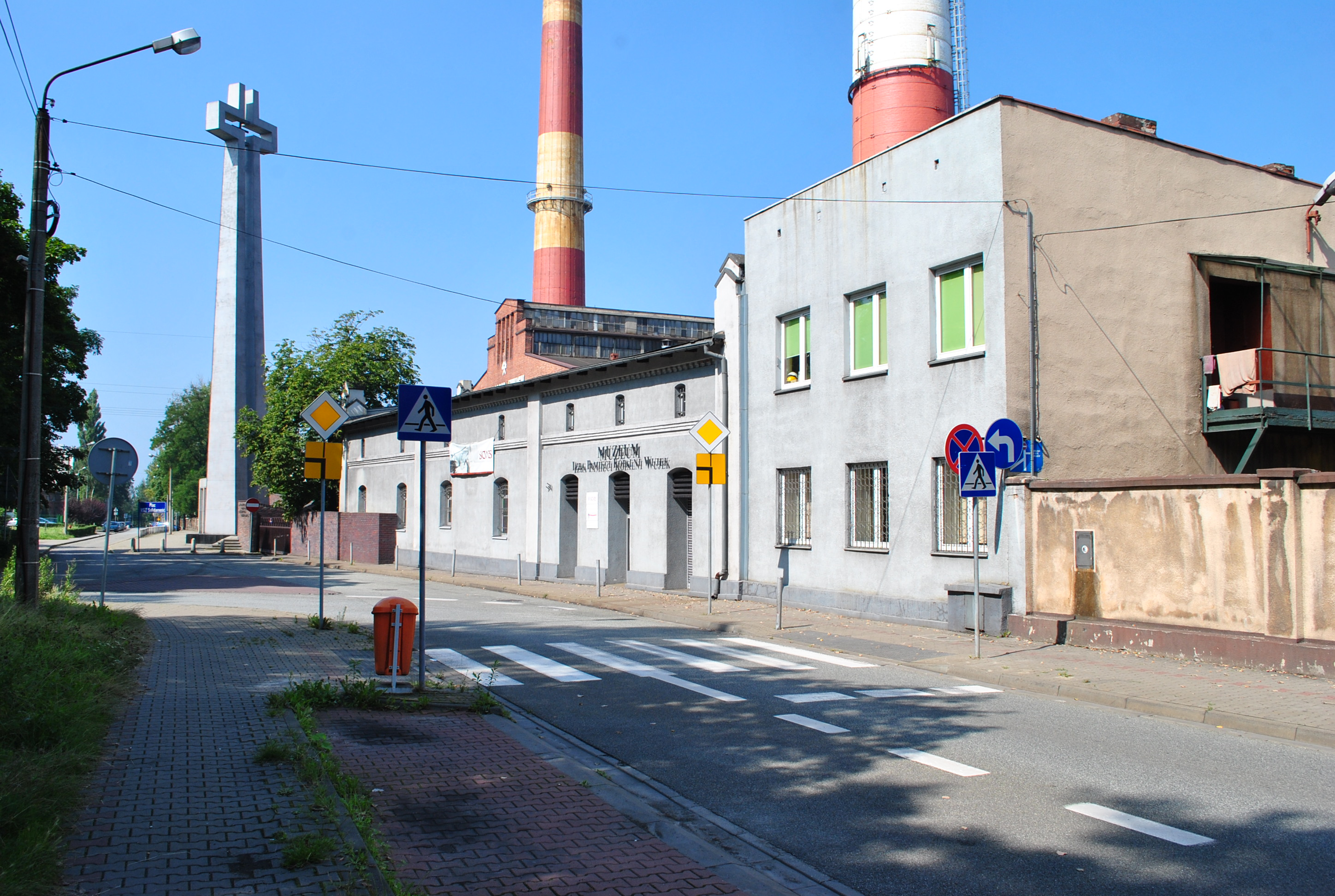
Siedziba muzeum przed rozbudową (2014)
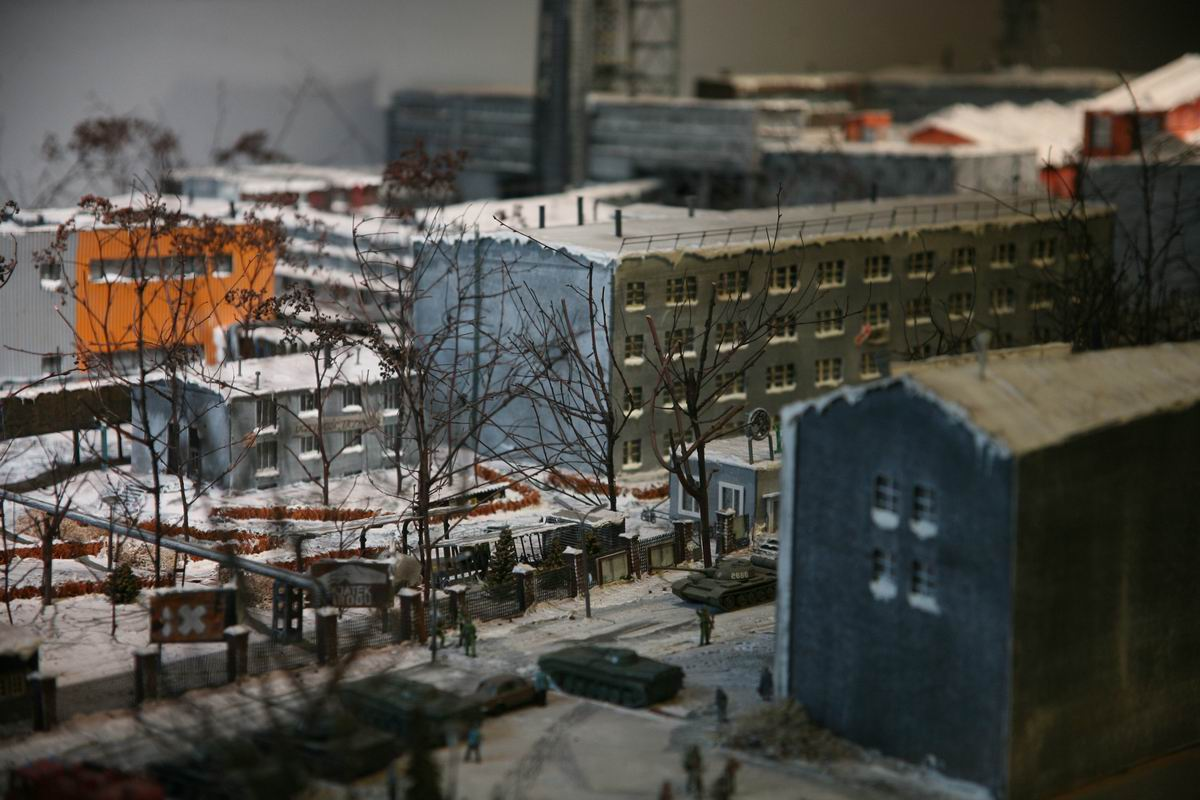
Ekspozycja muzeum
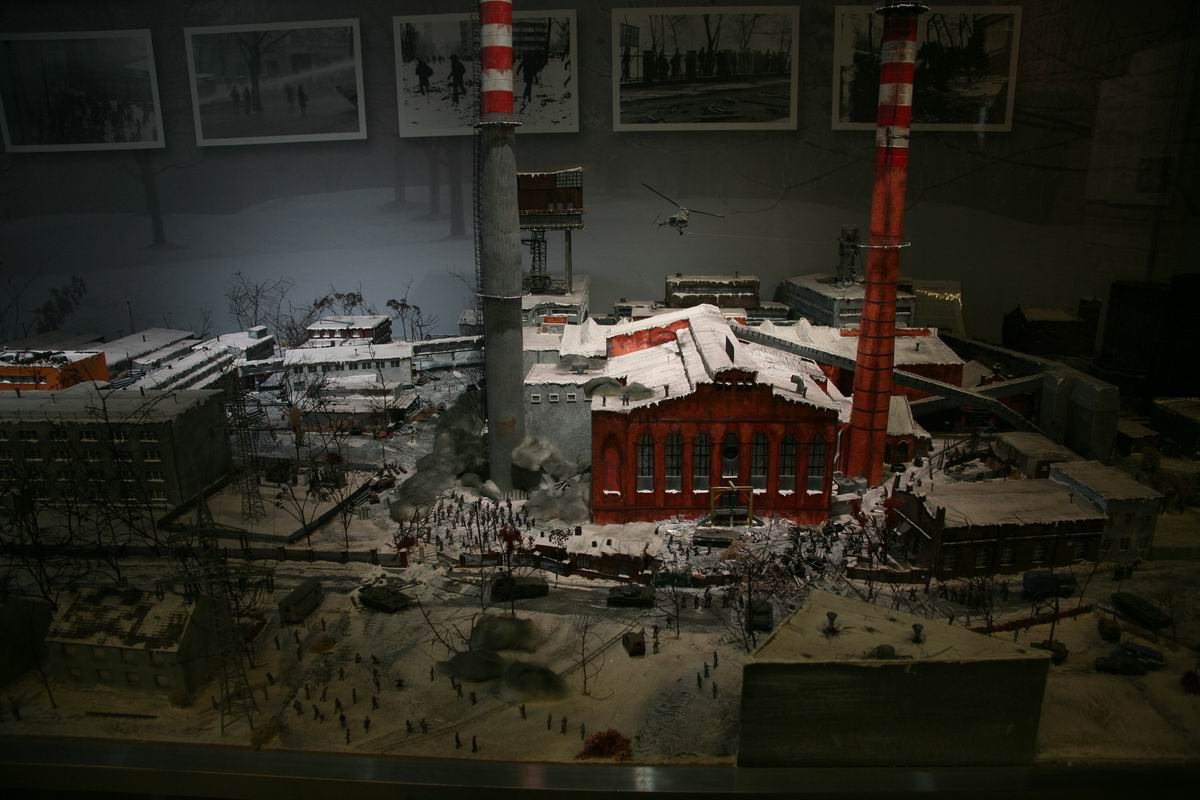
Ekspozycja muzeum